# OSCache
 (octobre 2012).
 (décembre 2024).
OSCache est un framework Java développé [Quand ?] par OpenSymphony pour faciliter le cache de contenus Web.
D'après OpenSymphony, OSCache :
- fournit une librairies de "tag" JSP pour la gestion du cache Web (servlet, contenu de Jsp).
- permet de réaliser un cache mémoire ou cache disque.
- permet de rendre le site plus robuste aux erreurs. En effet, si un élément applicatif faisait défaut (pb accès base), le contenu du cache pourrait toujours être fourni.

## Licence
OSCache utilise la licence OpenSymphony Software License, compatible avec la Licence Apache.